# Nymphula nitens
Nymphula nitens là một loài bướm đêm trong họ Crambidae.